# Ratusz w Brzegu

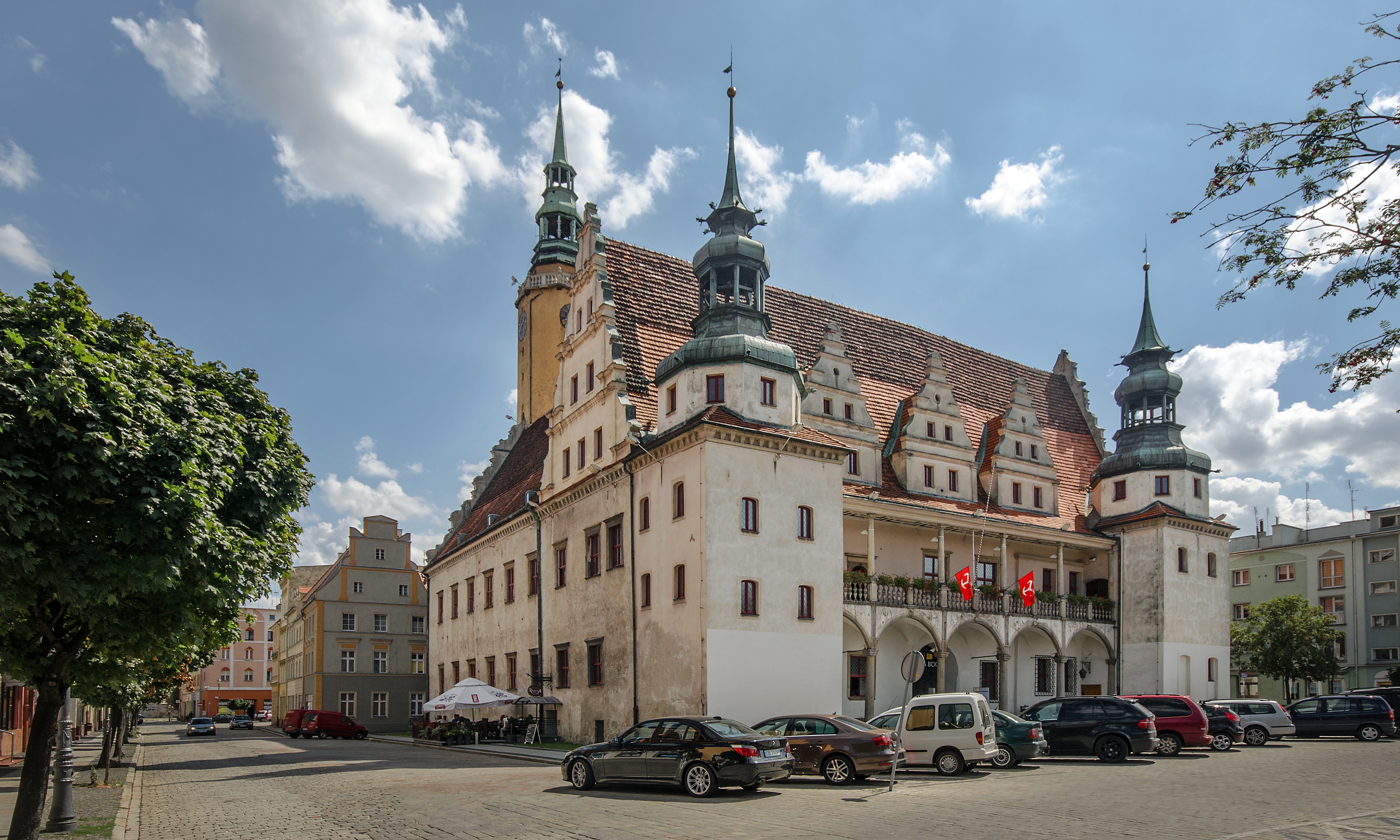
Ratusz w Brzegu

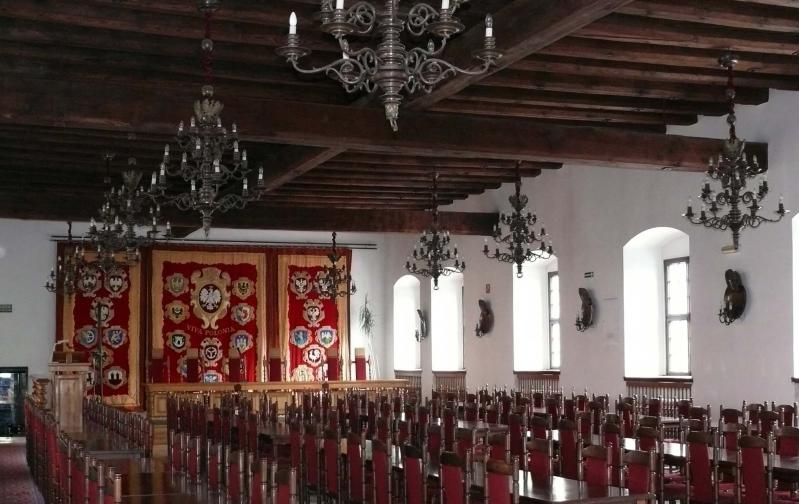
Ratusz - Sala Stropowa

Ratusz w Brzegu – renesansowa budowla wzniesiona w latach 1569–1577 według projektu Bernarda Niurona. Obecnie to jeden z najcenniejszych zabytków architektury renesansu w Polsce. Ratusz jest siedzibą władz miejskich Brzegu i kilku innych instytucji. 

## Historia
Pierwsza siedziba władz miejskich w Brzegu istniała już w XIV wieku, budowla ta spłonęła w wielkim pożarze miasta w czasie panowania księcia Jerzego II. Nowy ratusz został wzniesiony w latach 1569–1577 według projektu włoskiego architekta Bernarda Niurona, budową obiektu kierował również włoski budowniczy Jakub Parr. W późniejszych latach w budynku dokonano niewielkich przeróbek niektórych sal, w związku z ich adaptacją na cele administracyjne. W roku 1926 w południową fasadę wmurowano renesansowy portal, pochodzący z jednej z brzeskich kamienic.
Zarządzeniami wojewódzkiego konserwatora zabytków z dnia 25 listopada 1949 i 10 stycznia 1964 roku ratusz został wpisany do rejestru zabytków.

## Architektura
Ratusz jest okazałą renesansową budowlą wzniesioną na planie wydłużonej podkowy, wokół wewnętrznego dziedzińca, ma dwie kondygnacje i jest nakryty dachem siodłowym. Najokazalsza jest zachodnia strona budowli. W jej narożnikach są dwie zamykające dach czworoboczne wieże, nakryte wysokimi hełmami z latarniami. Pomiędzy nimi jest rozpięta pięcioosiowa loggia, półkolistymi arkadami na parterze. Ponad loggią na połaci dachu są umiejscowione trzy facjaty, podzielone gzymsami i posiadające esowate spływy. Fragmenty elewacji pokryto dekoracją sgraffitową pochodzącą z XVII wieku. Ponad bryłą góruje wieża, do poziomu dachu czworoboczna, wyżej ośmioboczna, zwieńczona balustradą i hełmem z podwójną latarnią. We wnętrzach zachowały się sale i korytarze o oryginalnym wystroju. Najokazalsza jest Sala Rajców z dawnym malarstwem ściennym i cennym plafonem, oraz Sala Stropowa z modrzewiowym sufitem z roku 1646.
Obecnie ratusz jest siedzibą władz miasta i kilku innych instytucji.